# Liechtenstein a 2018. évi téli olimpiai játékokon
Liechtenstein a dél-koreai Phjongcshangban megrendezett 2018. évi téli olimpiai játékok egyik részt vevő nemzete volt. Az országot az olimpián 2 sportágban 3 sportoló képviselte, akik összesen 1 érmet szereztek.

## Érmesek
| Érem  | Versenyző      | Sportág  | Versenyszám                |
| ----- | -------------- | -------- | -------------------------- |
| Bronz | Tina Weirather | Alpesisí | Női szuperóriás-műlesiklás |

## Alpesisí
Férfi
| Versenyző      | Versenyszám            | 1. futam | 1. futam | 2. futam | 2. futam | Összesítés | Összesítés |
| Versenyző      | Versenyszám            | Idő      | Hely.    | Idő      | Hely.    | Idő        | Helyezés   |
| -------------- | ---------------------- | -------- | -------- | -------- | -------- | ---------- | ---------- |
| Marco Pfiffner | Lesiklás               |          |          |          |          | 1:45,61    | 43.        |
| Marco Pfiffner | Szuperóriás-műlesiklás |          |          |          |          | 1:28,57    | 36.        |
| Marco Pfiffner | Műlesiklás             | 51,09    | 28.      | 52,22    | 24.      | 1:43,31    | 25.        |

| Versenyző      | Versenyszám | Lesiklás | Lesiklás | Műlesiklás    | Műlesiklás    | Összesítés | Összesítés |
| Versenyző      | Versenyszám | Idő      | Hely.    | Idő           | Hely.         | Idő        | Helyezés   |
| -------------- | ----------- | -------- | -------- | ------------- | ------------- | ---------- | ---------- |
| Marco Pfiffner | Összetett   | 1:22,54  | 44.      | nem ért célba | nem ért célba | kiesett    | kiesett    |

Női
| Versenyző      | Versenyszám            | 1. futam | 1. futam | 2. futam | 2. futam | Összesítés | Összesítés |
| Versenyző      | Versenyszám            | Idő      | Hely.    | Idő      | Hely.    | Idő        | Helyezés   |
| -------------- | ---------------------- | -------- | -------- | -------- | -------- | ---------- | ---------- |
| Tina Weirather | Lesiklás               |          |          |          |          | 1:39,85    | 4.         |
| Tina Weirather | Szuperóriás-műlesiklás |          |          |          |          | 1:21,22    |            |
| Tina Weirather | Óriás-műlesiklás       | 1:14,08  | 25.      | 1:10,14  | 17.      | 2:24,22    | 22.        |

## Sífutás
Távolsági
Férfi
| Versenyző     | Versenyszám | Klasszikus | Klasszikus | Szabad  | Szabad | Összesen  | Összesen |
| Versenyző     | Versenyszám | Idő        | Hely.      | Idő     | Hely.  | Idő       | Helyezés |
| ------------- | ----------- | ---------- | ---------- | ------- | ------ | --------- | -------- |
| Martin Vögeli | 15 km       |            |            |         |        | 36:57,0   | 49.      |
| Martin Vögeli | 30 km       | 44:55,5    | 57.        | 41:12,7 | 59.    | 1:26:08,2 | 56.      |